# Hôtel Grimod de La Reynière
Pour les articles homonymes, voir La Reynière.
L’hôtel Grimod de La Reynière est un hôtel particulier, aujourd'hui disparu, situé aux actuels nos 1 à 5 de la rue Boissy-d’Anglas, dans le 8e arrondissement de Paris.
L'hôtel est construit en 1775, par l'architecte Jean-Benoît-Vincent Barré, sur les plans de l'architecte Ange-Jacques Gabriel, lors des aménagements de la place Louis-XV, pour le financier Laurent Grimod de La Reynière.
Détruit en 1932, il est remplacé par l'actuelle chancellerie de l'ambassade des États-Unis en France, construite de 1931 à 1933.

## Histoire

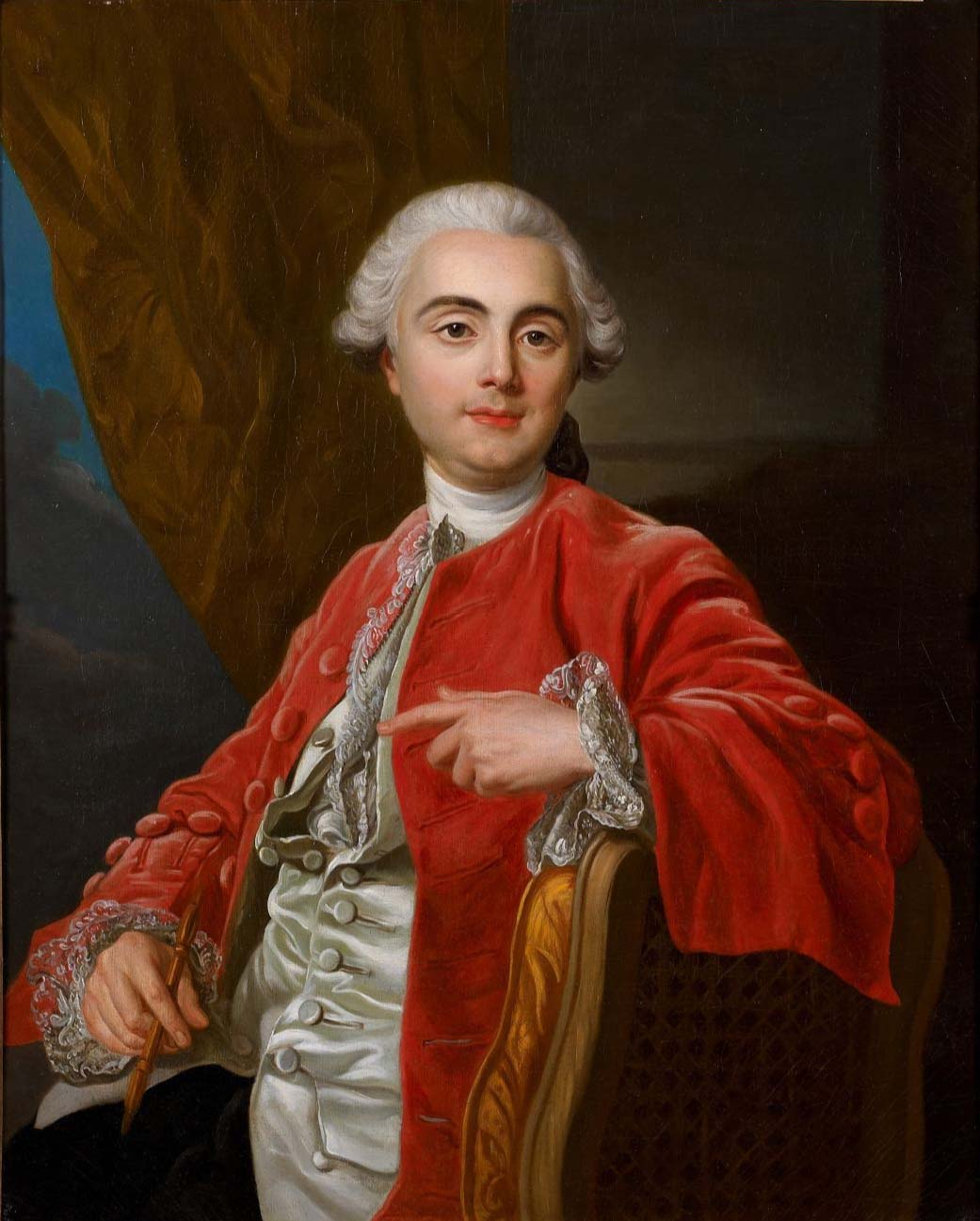
Laurent Grimod de La Reynière.

Laurent Grimod de La Reynière, fermier général et administrateur des Postes, fait l'acquisition d'un terrain au nord-est de la place Louis-XV, occupé alors par le Dépôt des marbres des Bâtiments du Roi. La concession de celui-ci lui est octroyée, à charge pour lui de faire construire un édifice respectant les plans d'aménagement de la place voisine, dessinés par l'architecte Ange-Jacques Gabriel.
L'hôtel est construit à partir de 1775, par l'architecte Jean-Benoît-Vincent Barré, dans les mêmes proportions que l'hôtel Saint-Florentin, élevé à l'angle nord-est de la place. 
L'apparence de l'édifice, achevé en 1780, n'est cependant pas respectée et il n'a de semblable avec l'hôtel Saint-Florentin que leurs rez-de-chaussée et le décor des balustrades du niveau supérieur, ce dernier s'élevant d'un étage de plus dans l'hôtel Grimod de La Reynière..
Néanmoins, le plus grand luxe y est alors déployé : on dit que les chevaux y ont des mangeoires d'argent. La célébrité de l'hôtel est si grande que le tsar Paul Ier de Russie, voyageant sous le titre de comte du Nord, le visite en 1783. La décoration intérieure est l’œuvre de l'architecte Charles-Louis Clérisseau et du peintre Étienne de La Vallée-Poussin. En 1779, dans le Grand Salon de l'hôtel, ils exécutent ce qui est le premier décor à l'antique de Paris, inspiré de la redécouverte des villes de Pompéi et Herculanum, dont six panneaux de boiseries sont aujourd'hui conservés au Victoria and Albert Museum de Londres.
Alexandre Balthazar Grimod de La Reynière, fils du précédent, considéré comme l'un des pères fondateurs de la gastronomie moderne, y donne de nombreuses réceptions, dont l'une, le 1er février 1783, organisée autour du thème du rite funèbre, fait immédiatement scandale. Selon Grimm, avec lui, l'hôtel devient « l'auberge la plus distinguée des gens de qualité ».
En 1789, la Révolution éclate ; Laurent Grimod de La Reynière connait quelques difficultés financières et ses créanciers ne tardent pas à apposer des scellés sur l'hôtel, ce qui le sauve du pillage et de la réquisition. La Reynière se retrouve seul et enfermé dans son hôtel, devenu cardiaque et par peur de finir sur l'échafaud, dressé à quelques dizaines de mètres de là, il y décède le 27 décembre 1793. Son fils revient habiter à l'hôtel à la fin de la Terreur, et y passe toute la période du Premier Empire, avant d'en repartir en juin 1812, après avoir, en l'espace de deux semaines, épousé Adélaïde-Thérèse Feuchère, et acheté un château à La Seigneurie, près de la ville de Villiers-sur-Orge, où il passe le reste de sa vie.
En 1819, l'hôtel est acquis par M. de La Bouchère, qui le vend à l'État en 1823 ; celui-ci le loue successivement  à l'ambassade de Russie, puis de Turquie. À partir de 1862, il abrite le Cercle impérial, puis le Cercle des Champs-Élysées, qui fusionne avec le Cercle des Mirlitons en 1887, devenant le Cercle de l'Union artistique, communément appelé l'Épatant. 

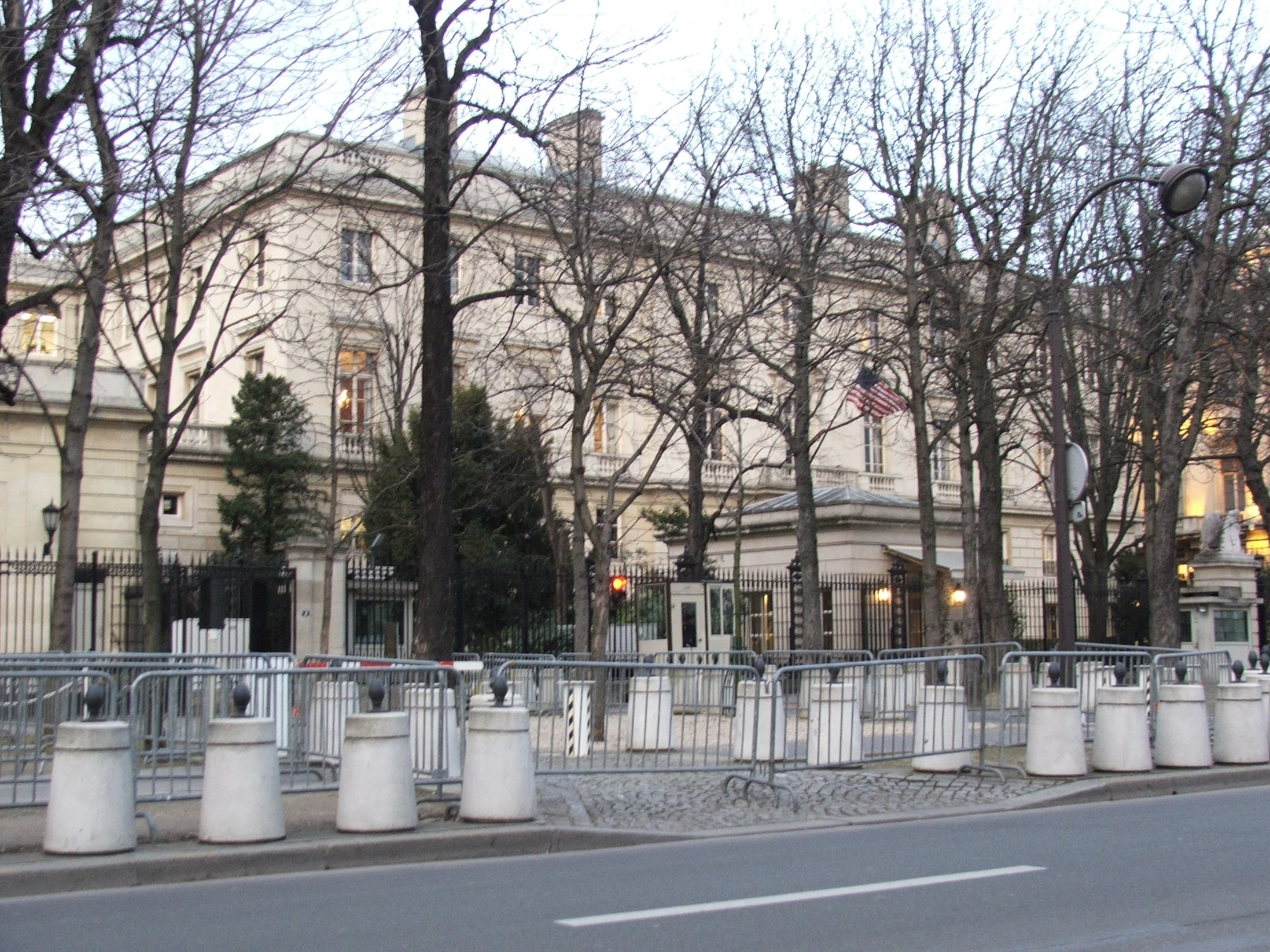
L'ambassade des États-Unis.

En 1889, le Cercle est agrandi dans la cour, par de vastes salles de réceptions et une très grande salle d'exposition, réalisées par les architectes Jules Pellechet et Nicolas-Félix Escalier. Il accueille également dans ses murs les expositions de la Société des aquarellistes jusqu'en 1914. 
L'hôtel est acquis par le gouvernement fédéral des États-Unis en 1928, mais, mal entretenu et défiguré par des adjonctions successives, l'hôtel est rasé en 1932 et remplacé par un ersatz de style néo-classique, édifié entre 1931 et 1933 par les architectes William Delano et Victor Laloux pour abriter la chancellerie de l'ambassade des États-Unis.

## Architecture
Sur la cour d'honneur, l'entrée du corps de logis présente l'un des premiers exemples à Paris de ces serliennes mises à l'honneur par le néoclassicisme.

### Intérieurs

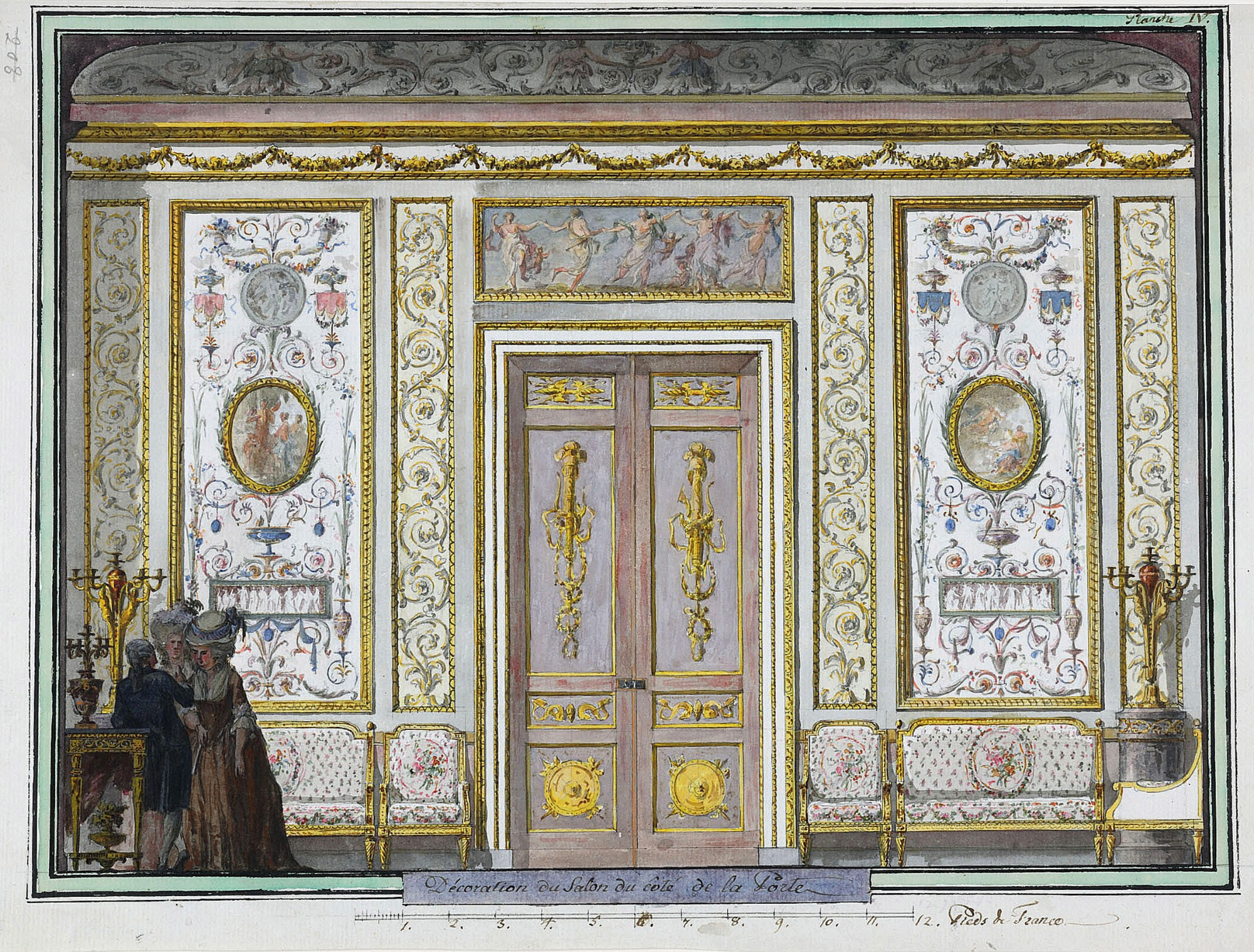
Jan Chrystian Kamsetzer, Décor du Grand Salon de l'Hôtel Grimod de La Reynière par Clérisseau, 1782, aquarelle, Département des dessins, Bibliothèque de l’Université de Varsovie, Pologne (Inv. Zb.d. 8137 – Royal collection T. 173 n°249).

La distribution des appartements est connue par un relevé de l'architecte Johann Christian Kamsetzer, conservé à la Bibliothèque de l'Université de Varsovie. Des panneaux des boiseries du décor sont également conservés au Victoria and Albert Museum.
Le Grand Salon et les chambres de parade donnent sur un jardin anglais s'étendant entre la façade sud et les jardins des Champs-Élysées. La salle à manger se trouve dans l'aile ouest, de forme ovale et chauffée par quatre poêles, elle se situe entre deux cours et un petit jardin intérieur.
Deux fontaines sont également disposées dans une galerie entre la cuisine et le buffet. On y accède par un salon de billard et un vestibule octogonal. De l'autre côté de la cour d'honneur, la galerie de tableaux et la bibliothèque donnent sur la rue de la Bonne-Morue.